# Final Song
Final Song ist ein Lied der dänischen Sängerin MØ. Es wurde im Mai 2016 auf allen gängigen Downloadportalen veröffentlicht.

## Musikalisches
Final Song entstand als Kollaboration zwischen MØ, der schwedischen Sängerin Noonie Bao und dem britischen Musiker und Produzenten MNEK. Die Künstler schrieben das Lied Anfang 2016 in Los Angeles. MØ schickte anschließend eine E-Mail an MNEK, in der sie ihn bat, das Lied etwas „leichter“ zu gestalten. Da ihr das Ergebnis jedoch zu „leicht“ war, flog sie selbst nach London, um gemeinsam mit MNEK in dessen Studio am Mix des Lieds zu arbeiten. Dabei entstand ein 3:55 langes Elektropop-Lied mit Einflüssen von Tropical House. Das Lied ist in der Tonart E-Dur verfasst, bei einem Tempo von 105 Schlägen pro Minute. MØs Stimmumfang umfasst die Noten von B3 bis E5.
Der Text des Liedes handelt davon, seine innere Stärke zu erkennen [„reconnecting with your inner strength“], weiter sagte MØ: „We all need to feel empowered from within to be the best version of ourself, but it's not always easy and that's what inspired me to write these lyrics.“ [Wir müssen uns alle von innen heraus stark fühlen, aber das fällt einem nicht immer leicht, und das hat mich dazu angehalten, diesen Text zu schreiben.] Sie erklärte weiterhin, dass das Lied sehr persönlich für sie sei: „I need a song like that, for me at least. I want that spark and that fire.“ [Ich brauche ein Lied wie das hier, zumindest nur für mich selbst. Ich möchte diesen Funken und dieses Feuer spüren.]
| „But when you're gone the music goes, I lose my rhythm, lose my soul. So hear me out before you say the night is over, I want you to know that we gotta, gotta carry on. So don't let this be our final song.“ – Refrain, Originalauszug | „Aber sobald du weg bist, hört die Musik auf zu spielen. Ich verliere den Rhythmus, verliere meine Seele. Also hör' mich an, bevor du sagst, dass die Nacht schon vorüber ist. Du sollst wissen, dass wir weitermachen müssen, Lass das also nicht unser letztes Lied sein.“ – Refrain, Übersetzung |

MØ veröffentlichte am 9. Mai 2016 erstmals einen kurzen Ausschnitt des Lieds auf ihrer Instagram-Seite. Die Premiere des ganzen Lieds fand in einer Sendung der britischen Radiostation BBC Radio 1 statt.

## Titelliste
1. Final Song – 3:55
2. Final Song (Jerome Price Remix) – 4:19

## Musikvideo
Das unter der Regie von Thomas Whitmore gedrehte Musikvideo wurde am 9. Juni 2016 veröffentlicht. Schauplätze des Videos sind die Trona Pinnacles in der kalifornischen Wüste sowie der Mono Lake. Im Video ist die Sängerin sowohl alleine, als auch mit einer Gruppe von Tänzern zu sehen. MØ bezeichnete das Video als spiritueller und fragiler als ihre bisherigen Videos.

## Kritik
Kritiker zeigten sich sehr angetan von Final Song. Patrick Montes, Associate Editor des Online-Portals hypetrak.com, kommentierte die Veröffentlichung des Lieds mit: „This could easily become a hit.“ [Das könnte mit Leichtigkeit ein Hit werden.] Daniel Kreps von der Zeitschrift Rolling Stone nannte das Lied eine „infectious summer anthem.“ [ansteckende Sommerhymne] Brennan Carley von der Online-Zeitschrift spin.com schrieb, Final Song sei „a beautiful pop confection“ [ein wunderschönes Zuckerstück von Popmusik] und „very, very good.“

## Kommerzieller Erfolg

### Chartplatzierungen
Nach dem weltweit erfolgreichen Titel Lean On und der in ihrer Heimat Dänemark erfolgreichen Single Kamikaze gelangte MØ mit Final Song in mehreren Ländern in hohe Ränge der Charts. In Deutschland erreichte das Lied in seiner zehnten Woche die Höchstposition auf Platz 16. In Dänemark konnte das Lied bis auf Platz 4 steigen und erhielt dort eine dreifache Platin-Auszeichnung für mehr als 270.000 verkaufte Einheiten.
| ChartsChartplatzierungen     | Höchstplatzierung | Wochen |
| ---------------------------- | ----------------- | ------ |
| Dänemark (IFPI/Nielsen)      | 4 (26 Wo.)        | 26     |
| Deutschland (GfK)            | 16 (24 Wo.)       | 24     |
| Österreich (Ö3)              | 11 (26 Wo.)       | 26     |
| Schweiz (IFPI)               | 26 (22 Wo.)       | 22     |
| Vereinigtes Königreich (OCC) | 14 (20 Wo.)       | 20     |

| ChartsJahrescharts (2016)    | Platzierung |
| ---------------------------- | ----------- |
| Dänemark (IFPI/Nielsen)      | 18          |
| Deutschland (GfK)            | 63          |
| Österreich (Ö3)              | 48          |
| Schweiz (IFPI)               | 85          |
| Vereinigtes Königreich (OCC) | 74          |

### Auszeichnungen für Musikverkäufe
| Land/Region                  | Auszeichnungen für Musikverkäufe (Land/Region, Auszeichnung, Verkäufe) | Verkäufe  |
| ---------------------------- | ---------------------------------------------------------------------- | --------- |
| Australien (ARIA)            | 3× Platin                                                              | 210.000   |
| Chile (IFPI)                 | Platin                                                                 | 80.000    |
| Dänemark (IFPI)              | 3× Platin                                                              | 270.000   |
| Deutschland (BVMI)           | Platin                                                                 | 400.000   |
| Frankreich (SNEP)            | Platin                                                                 | 133.333   |
| Italien (FIMI)               | Platin                                                                 | 50.000    |
| Mexiko (AMPROFON)            | 3× Gold                                                                | 90.000    |
| Neuseeland (RMNZ)            | Gold                                                                   | 15.000    |
| Niederlande (NVPI)           | Platin                                                                 | 40.000    |
| Österreich (IFPI)            | Gold                                                                   | 15.000    |
| Polen (ZPAV)                 | Platin                                                                 | 20.000    |
| Schweden (IFPI)              | Platin                                                                 | 40.000    |
| Vereinigte Staaten (RIAA)    | Platin                                                                 | 1.000.000 |
| Vereinigtes Königreich (BPI) | Platin                                                                 | 600.000   |
| Insgesamt                    | 3× Gold · 16× Platin ·                                                 | 2.963.333 |